# إليزابيث غاوج
إليزابيث دي بيتشمب غاوج (بالإنجليزية: Elizabeth Goudge)‏، عضو الجمعية الملكية للأدب (24 أبريل 1900 – 1 أبريل 1984)، كانت روائية بريطانية، وكاتبة قصص قصيرة وكتب أطفال، عُرفت باسمها نفسه إليزابيث غاوج. فازت غاوج بميدالية كارنيجي الأدبية في كتب الأطفال في عام 1946 عن قصتها الحصان الأبيض الصغير. كانت مؤلفة صاحبة أكثر الكتب مبيعًا في كل من المملكة المتحدة والولايات المتحدة منذ ثلاثينيات القرن العشرين وحتى سبعينياته.
بعد عدة عقود، دخلت غاوج دائرة الاهتمام مرة أخرى. في عام 1993، انتحلت الكاتبة الهندية اندراني آيكات غيالتسين أحد كتب غاوج؛ دارت أحداث الرواية «الجديدة» في الهند، وحصلت على مراجعات إطرائية من نيويورك تايمز وواشنطن بوست قبل اكتشاف مصدر الرواية. في عام 2001 أو 2002، ذكرت ج. ك. رولينغ أن كتاب الحصان الأبيض الصغير كان أحد كتبها المفضلة وأحد أهم المؤثرات المباشرة التي ساعدت على خلق سلسلة هاري بوتر.

## سيرة حياتها

### حياتها الشخصية
وُلدت غاوج في 24 أبريل عام 1900 في تاور هاوس في مدينة الكاتدرائية ولز، حيث عمل والدها، هينري ليتون غاوج، نائبَ عميد لكلية اللاهوت. كانت والدتها من جزيرة غيرنزي. انتقلت العائلة إلى مدينة إيلي عندما تبوأ الوالد منصب عميد كلية اللاهوت فيها، وانتقلت بعدها إلى كرايست تشيرش، أكسفورد، عندما شغل منصب بروفيسور لاهوت لأحد الكراسي الملكية في جامعة أكسفورد. درست إليزابيث في مدرسة غراسينديل، ساوثبورن (1914-1918)، وفي مدرسة الفنون في جامعة ريدينغ، والتي كانت في ذلك الوقت كلية ملحقةً بكرايست تشيرش.
بعد وفاة والدها في عام 1939، انتقلت غاوج مع والدتها إلى بيت ريفي في قرية مارلدون، في مقاطعة ديفون، وكان في نيتهما قضاء العطلة هناك فحسب. على أي حال، نشبت الحرب العالمية الثانية خلال وجودهما هناك، لذلك قررتا البقاء. بنى لهما متعاقد محلي بيتًا جديدًا في ويستيرلاند لين، تُعرف الآن باسم بروفيدينس كوتيج، حيث عاشتا مدة 12 عامًا. كتبت غاوج العديد من كتبها في ذلك البيت، واستخدمت مارلدون موقعًا لأحداث القصص في كتبها: نُزُل سموكي هاوس (1940)، والقلعة على الهضبة (1941)، ومقاطعة غرين دولفين (1944)، والحصان الأبيض الصغير (1946)، وتلة الجنطيانا (1949). بعد وفاة والدتها في عام 1953، انتقلت إليزابيث إلى أوكسفوردشير، حيث أمضت آخر 30 عامًا من حياتها في كوخ في قرية بيبارد كومن، خارج بلدة هنلي أون تيمز مباشرة، حيث وضعت لوحة زرقاء رسمية باسمها في عام 2008.
توفيت إليزابيث غاوج في 1 أبريل عام 1984.

### مهنة الكتابة
لم يلقَ كتاب غاوج الأول ابن الجنيات وقصص أخرى (1919) أي نجاح يُذكر، ولم تعاود الكتابة إلا بعد مرور سنوات عديدة، عندما كتبت روايتها الأولى سحر الجزيرة (1934)، التي حققت نجاحًا فوريًا. استلهمت الرواية أحداثها من الحكايا الشعبية لجزر القنال، التي سمعتها غاوج طفلةً مِن شفتي أمها التي ولدت في جزيرة غيرنزي. زارت إليزابيث جزيرة غيرنزي بنفسها عدة مرات حين كانت طفلة، وذكرت في سيرتها الذاتية بهجة الثلج كيف مضت العديد من العطل الصيفية مع جديها لأمها وأقاربها هناك.
بفضل كتابها الحصان الأبيض الصغير، الذي نشرته دار نشر جامعة لندن في عام 1946، فازت غاوج بجائزة كارنيجي الأدبية السنوية من رابطة المكتبات البريطانية، واعتُبر الكتاب أفضل قصة للأطفال في ذلك العام مكتوبة بقلم مواطن بريطاني. كان الحصان الأبيض الصغير كتابها المفضل من بين جميع أعمالها.

كانت غاوج عضوًا مؤسسًا لرابطة الروائيين الرومانسيين في ستينيات القرن العشرين، وشغلت منصب نائب رئيس الرابطة في ما بعد.
«مع تردي هذا العالم في مهاوي القبح والقسوة والمادية، لا بد من تذكيره بقصص الخيال القديمة التي تضرب بجذورها عميقًا في تربة الحقيقة، وتذكيره أن الخيال ذو قيمة عظمى، وأن النهايات السعيدة -رغم كل شيء- ممكنة الحدوث، وأن ضباب الربيع الأزرق الذي يكسو الشوارع القبيحة بمظهر جذاب له وجود حقيقي مثل وجود الشارع نفسه».

## روابط خارجية
- إليزابيث غاوج على موقع IMDb (الإنجليزية)
- إليزابيث غاوج على موقع ميوزك برينز (الإنجليزية)
- إليزابيث غاوج على موقع قاعدة بيانات الفيلم (الإنجليزية)